# Lac de Romagnieu
Le lac de Romagnieu  est un plan d'eau à Romagnieu dans le département de l'Isère. Il a été aménagé en base de loisirs.

## Description
Le plan d'eau est une ancienne gravière créée en 1974 pour la construction de l'autoroute A43.
Il est alimenté par la nappe phréatique du Guiers. Une plage artificielle a été aménagée pour la baignade.

## Base de loisirs
Le site fait partie d'une base de loisirs (baignade surveillée, pédalos, pêche) à l'accès payant,.

## Flore
Le talus nord de l’étang, orienté sud, est remarquable pour la présence de pas moins de six espèces d’orchidées : Himantoglossum hircinum, Himantoglossum robertianum, Ophrys apifera, Orchis anthropophora, Anacamptis pyramidalis  et probablement Orchis simia. Le maintien de cette station est conditionné à une pratique de fauche tardive et à des protections contre le piétinement de promeneurs.

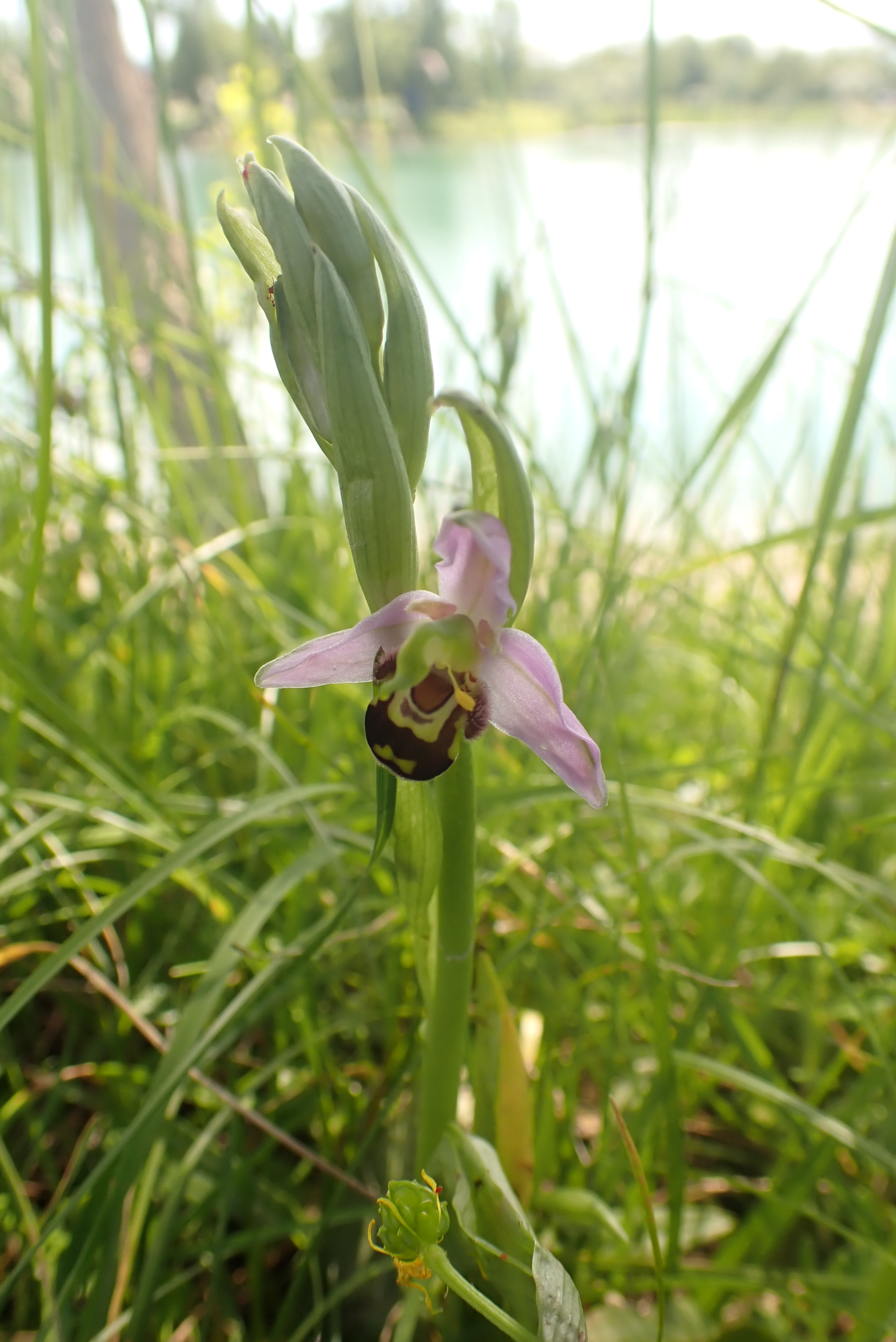
Ophrys apifera.
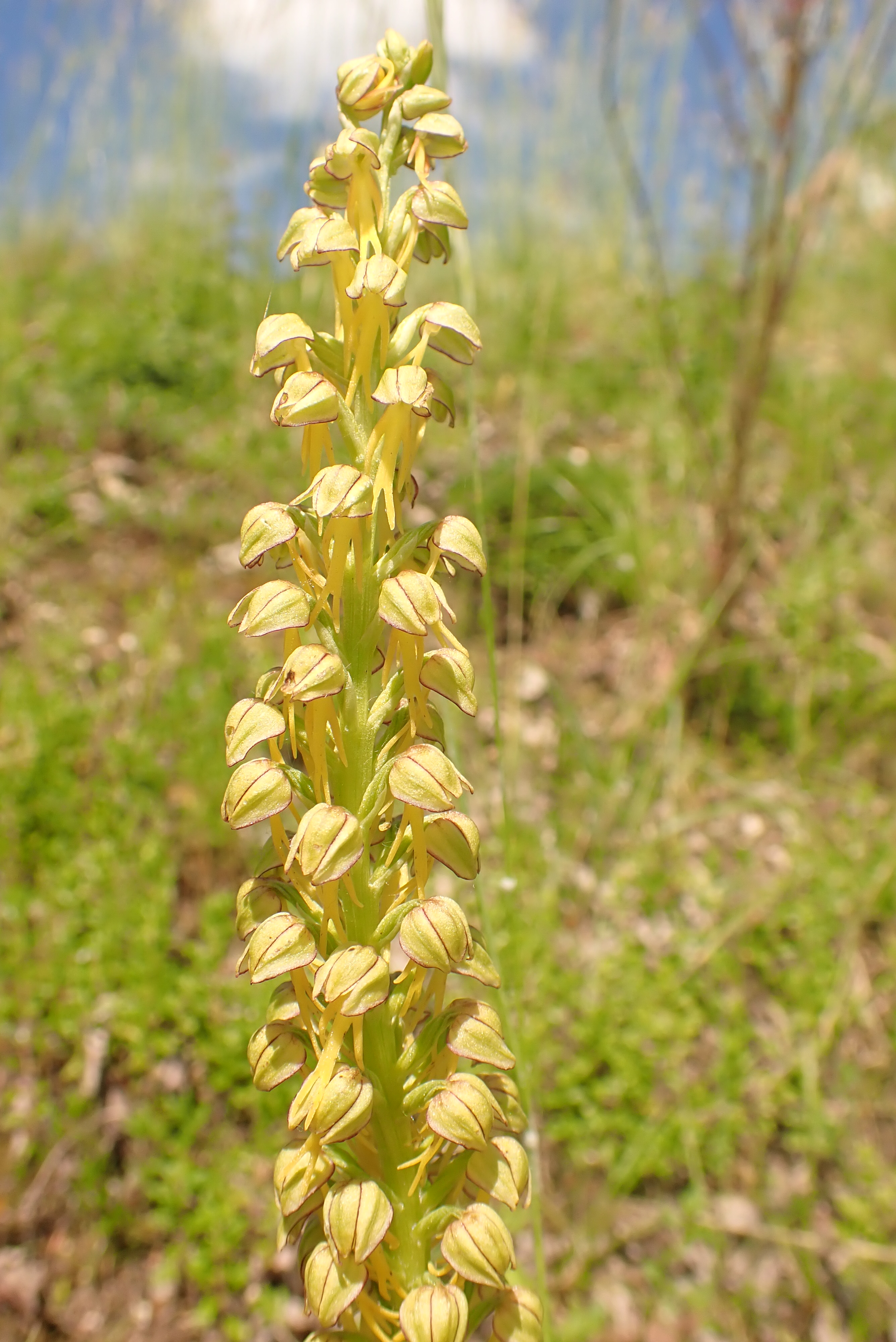
Orchis anthropophora
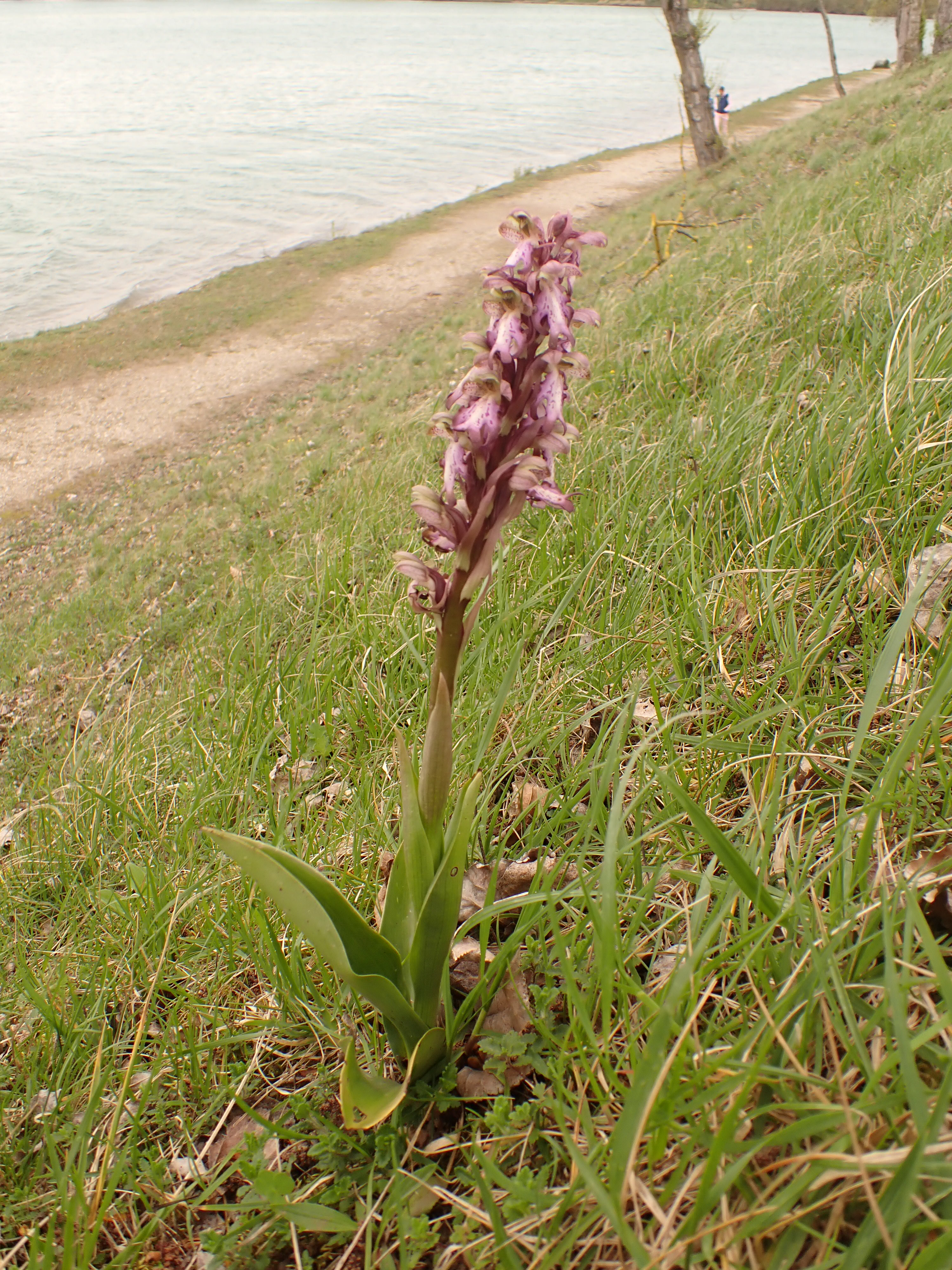
Himantoglossum robertianum